# Noćni marš
Noćni marš, ponekad i Noćni marš za 8. mart, prosvjedna je manifestacija koju u Zagrebu organizira feministički kolektiv fAktiv povodom obilježavanja Međunarodnog dana žena 8. ožujka, tradicionalno u večernjim satima. Prvi noćni marš održan je 2016. godine, a od 2018. godine noćni su se marševi krenuli održavati i u drugim hrvatskim gradovima (Rijeka, Split, Osijek, Pula, Karlovac, Šibenik i drugi).

## Organizatorice
Prvi Noćni marš organizirao je organizacijski odbor inicijative »Noćni marš – 8. mart«, koji su sačinjavale članice ad hoc inicijative „Preuzmite odgovornost za ubojstva žena”. Nedugo nakon održanog prvog Noćnog marša osnovan je feministički kolektiv fAKTIV čije područje djelovanja obuhvaća borbu za radnička i socijalna prava žena, protiv rodno uvjetovanog nasilja prema ženama, te zalaganje za reproduktivna i seksualna prava. Kolektiv je osnovan kako bi se, u svjetlu aktualnih društvenih, ekonomskih i političkih kretanja, suprotstavio socijalnoj i ekonomskoj nejednakosti, seksizmu, homofobiji i transfobiji te cenzuri i ukidanju slobode govora i izražavanja.
Termin marša odabran je namjerno i njime su organizatorice htjele poručiti kako žene imaju pravo na svaki javni prostor i u svako doba dana ili noći bez da strahuju za svoju sigurnost. Također, željelo se uvažiti učestalu kritiku prilikom organiziranja prosvjeda u vrijeme u kojemu se veliki broj ljudi na njih ne može odazvati prvenstveno zbog oga što se održavaju tijekom radnog vremena. Stoga je odabran večerašnji termin kako bi se omogućilo prisustvovanje što većeg broja ljudi bez da se izlože riziku gubitka posla ili drugim negativnim posljedicama.

## Povijest Noćnog marša

###### Noćni marš 2016.
Prvi Noćni marš organiziran je 2016. godine pod sloganom Svaki dan je osmi mart! Okupljanje je započelo u Parku kralja Petra Krešimira IV., a događaj je završio na Zrinjevcu. Prosvjednu akciju organizirao je cijeli niz inicijativa i relevantnih organizacija civilnog društva: Inicijativa Preuzmite odgovornost za ubojstva žena, CESI – Centar za edukaciju, savjetovanje i istraživanje, HollaBack! Hrvatska, Ženska soba – Centar za seksualna prava, a akciju su podržali: Centar za mirovne studije, BRID – Baza za radničku inicijativu i demokratizaciju, MAZ - Mreža antifašistkinja Zagreba, LGBTIQ inicijativa Filozofskog fakulteta 'AUT', Centar za ženske studije, K-zona, Mreža mladih Hrvatske, Zelena akcija, Trans Aid, SOIH - Zajednica saveza osoba s invaliditetom Hrvatske, B.a.B.e., Direktna demokracija u školi, Zagreb Pride, Udruga za zaštitu prava zrelih žena, GONG, Udruga žena Romkinja Hrvatske 'Bolja budućnost', Centar za građanske inicijative Poreč, Autonomni kulturni centar Attack, Inicijativa za podršku izbjeglicama "Dobrodošli", Inicijativa Are You Syrious?.

###### Noćni Marš 2017.
Drugi Noćni marš održan je pod sloganom Sad je vrijeme otpora. Glavna tema mu je bila borba za ugrožena seksualna i reproduktivna prava žena, posebno pravo na pobačaj. Okupljanje je započelo u 18 sati na Trgu žrtava fašizma, a završilo na Zrinjevcu. Ruta povorke je bila Trg žrtava fašizma – Ulica Franje Račkog – Ilica – Gundulićeva – Masarykova –  Zrinjevac. U govoru na Zrinjevcu zatražena je ostavka Ladislava Ilčića s mjesta posebnog savjetnika za ljudska prava. Nedugo nakon prosvjeda, Ladislav Ilčić napustio je navedenu poziciju.

###### Noćni Marš 2018.
Treći Noćni marš imao je istu rutu kao i prethodni, a slogan je bio Ljutnja, otpor, promjena. Zatražena je ostavka ministrice za demografiju, obitelj, mlade i socijalnu politiku Nade Murganić. Povod za traženjem njezine ostavke bila je njezina izjava o slučaju obiteljskog nasilja u redovima HDZ-a o čemu se Murganić očitovala rečenicom: »Tako je to u braku«. Zatražena je i ratifikacija Istanbulske konvencije, pravo na besplatni pobačaj i rodnu ravnopravnost.

###### Noćni Marš 2019.
Četvrti se Noćni marš osim u Zagrebu organizirao i u nekoliko drugih hrvatskih gradova: Splitu, Rijeci, Puli i Zadru. Slogan na zagrebačkom prosvjedu je glasio Glasne i borbene. Imao je istu rutu kao prethodna dva.

###### Noćni Marš 2020.
Slogan petog Noćnog marša glasio je Živio feminizam! Živio 8. mart! Neki od zahtjeva tog marša bili su siguran, besplatan i dostupan pobačaj, besplatna kontracepcija i besplatne higijenske potrepštine. Za marš je napisan i hrvatski prepjev čileanske pjesme protiv silovatelja Un Violador en Tu Camino pod nazivom »Patrijarhat siluje«, koja je bila izvedena prije samog marša. Uz pjesmu, osmišljena je i koreografija koju je bubnjanjem popratio kolektiv Drum'n'bijes.

###### Noćni Marš 2021.
Noćni marš u 2021. godini nije održan zbog protuepidemijskih mjera te je obilježen isključivo putem društvenih mreža. Organizatorice su pozvale javnost da prepozna »golem teret koji su žene preuzele u pandemiji.« Slogan koji je te godine korišten jest Bile smo, jesmo, bit ćemo. Pozvale su žene da ovogodišnji Međunarodni dan žena proslave uzimanjem odmora.

###### Noćni Marš 2022.
Šesti po redu Noćni marš odvio se pod sloganom Danas marš, sutra štrajk!, kojim se u prvom redu željelo ukazati na nedostatno plaćeni ženski rad te istaknuti opći štrajk žena kao krajnje oruđe za postizanje radne ravnopravnosti. Okupljanje je bilo na Trgu žrtava fašizma, a događanje je završilo na Zrinjevcu, te se odvijalo uz poštivanje protuepidemijskih mjera koje su tada bile na snazi. Organizatorice su istaknule da »žene obavljaju 83 posto kućanskog rada. I dalje u velikom broju slučajeva doživljavaju nasilje, od nasilja u obitelji do seksualnog nasilja.« U govoru su spomenule da se Marš održava i u ime migrantkinja, izbjeglica iz Ukrajine i drugih zemalja, kao i za sve umirovljenice koje žive u siromaštvu.

###### Noćni Marš 2023.
Na sedmom Noćnom maršu u Zagrebu pozvalo se na borbu »protiv sistemskog, ekonomskog i obiteljskog nasilja.« Štrajk u kuhinji, štrajk na ulici! bio je slogan glavnog transparenta. Organizatorice su se u govorima osvrnule na dostupnost pobačaja u Hrvatskoj i obiteljsko nasilje te naglasile da za žene kriza nije samo ekonomska briga, »već dodatni okidač obiteljskog nasilja.« Marš je završio na Zrinjevcu uz nastup hrvatskog benda Cura i Dečko. Noćnom maršu pridružio se gradonačelnik Zagreba Tomislav Tomašević, sa zamjenicima Danijelom Dolenec i Lukom Korlaetom.

## Vanjske poveznice
- Intervju za portal Libela
- Intervju za portal N1  Arhivirana inačica izvorne stranice od 9. svibnja 2021. (Wayback Machine)
- Intervju za portal radnickaprava.org
- Intervju za časopis Grazia